# 동림군
동림군(東林郡)은 조선민주주의인민공화국 평안북도의 군이다.

## 지리
평안북도 남부에 위치하고 남쪽은 황해에 접한다. 동쪽으로 선천군, 북쪽으로 천마군·피현군, 서쪽으로 염주군·철산군과 경계를 접한다.
지형은 대체로 낮은 구릉과 분지로 이루어진다. 가장 높은 지점은 북쪽 경계에 있는 문수산(736m)이다. 동림군은 청강(淸江) 및 그 지류들이 형성하는 수계에 속한다. 연평균 기온은 8.8 °C이고 1월 평균기온은 -8.7 °C, 8월 평균기온은 24 °C이다. 연평균 강수량은 1000mm이다.

## 역사
1952년의 북한의 지방 행정 구역 재편에 의해 선천군·철산군의 일부가 분할되어 동림군(1읍 24리)이 설치되었다.
1954년에 동림읍을 고군영리로 개편하였다.

## 산업
전체 면적의 약 60%가 숲이고 26%만이 경작지이다. 경작지의 대부분은 관개지이고, 주요 작물은 쌀, 옥수수, 콩, 밀, 보리, 담배이다. 양식업 또한 이루어진다. 많은 광산과 양수기 등을 생산하는 기계 공장들이 있다.

## 교통

### 철도
- 평의선(신의주-평양)

## 행정 구역
1읍 2구 20리로 구성된다.
- 동림읍 (東林邑)
- 오봉로동자구 (五峯勞動者區)
- 신곡로동자구 (新谷勞動者區)
- 고군영리 (古軍營里)
- 인두리 (仁豆里)
- 부황리 (付皇里)
- 월곡리 (月谷里)
- 마성리 (磨星里)
- 청송리 (靑松里)
- 안산리 (雁山里)
- 산성리 (山城里)
- 청강리 (淸江里)
- 보성리 (保聖里)
- 룡연리 (龍淵里)
- 삼성리 (三成里)
- 은봉리 (殷峯里)
- 인풍리 (仁豊里)
- 상수리 (上水里)
- 월안리 (月安里)
- 잠봉리 (蠶峯里)
- 룡산리 (龍山里)
- 풍천리 (豊川里)
- 남삼리 (南三里)

## 관광
관서팔경의 하나인 동림폭포가 있다.

## 같이 보기
- 조선민주주의인민공화국의 지리